# Midnattsol
Midnattsol (en noruego: Sol de Medianoche) es una banda de folk metal con algunos elementos de metal gótico y metal sinfónico de origen germano - noruego. Fue fundada en Ludwigsburg, Baden-Wurtemberg, Alemania, en el año 2002, por la cantante noruega Carmen Elise Espenæs y el guitarrista alemán Christian Hector.
Sus letras están basadas, en la mayoría de casos, en historias del folclore noruego llegando incluso en algunas ocasiones a estar escritas en ese mismo idioma, y por este motivo ellos mismos autodefinen su sonido como folk metal nórdico. Su primer álbum completo, Where Twilight Dwells fue publicado en el 2005, aunque ya antes habían hecho otro trabajo de presentación.

## Historia
En 2002, la cantante Carmen Elise Espenæs (entonces residente en Alemania) y su amigo, el guitarrista Christian Hector fundaron la banda de folk metal alemana Midnattsol, nombre sugerido por la primera; su intención era empezar a trabajar en este proyecto, una vez que se encuentran músicos afines a unirse a su banda. Los nuevos miembros fueron identificados en Chris Merzinsky (exbaterista de Penetralia), Daniel Fischer (teclista), y más tarde en Daniel Droste (guitarrista) y Birgit Öllbrunner (bajista). 
Su sonido es esencialmente folk metal. Aunque puede ser clasificada como metal sinfónico, la banda prefiere llamarse por su estilo "folk metal nórdico" debido a los elementos tradicionales de su propia música y letras ocasionales en noruegos. Sus letras se basan en gran parte en los cuentos populares noruegos. Su primer álbum de larga duración, Where Twilight Dwells, fue lanzado en 2005; su siguiente álbum, Nordlys, fue lanzado el 28 de marzo de 2008
En 2004, los guitarristas Daniel Droste y Christian Hector unieron fuerzas recientemente con Stephan Adolph para formar Ahab, una banda alemana de doom metal funeral.
Chris Merzinsky y Birgit Öllbrunner también están tocando en la banda R:I:P.
Carmen Elise Espenaes es la hermana menor de Liv Kristine, exvocalista de Theatre of Tragedy y Leaves' Eyes.
El 10 de julio de 2009, Midnattsol anunció guitarrista Fabián Pospiech había dejado la banda para concentrarse en su familia.
La banda ganó el premio "Best Hope" en el Metal Female Voices Fest 2009, gracias que recibió la mayoría de votos de los aficionados. 
En la primavera de 2010 se anunció su regreso al estudio para grabar el tercer álbum de Midnattsol, entre mayo a julio de 2010 En noviembre de 2010, se anunció que el título del tercer álbum  es The Metamorphosis Melody. En diciembre de 2010 se anunció que el álbum sería lanzado el 22 de abril de 2011. También anunciaron la salida del guitarrista Daniel Droste. 
En 2013 Carmen Elise se unió con los dos exmiembros de The Sins of Thy Beloved Anders Thue y Stig Johansen para conformar una banda llamada Savn.
A inicios de 2017 se hizo un anuncio a través de la página oficial de Facebook de la banda en el que Birgit, Matthias y Chris habían dejado la banda por razones personales, y sus reemplazos se anunciarán en breve. En marzo del mismo año, se incorporó como nuevo miembro el guitarrista Stephan Adolph. Adolph ya había trabajado con Midnattsol en su álbum debut Where Twilight Dwells (2005).
El 14 de diciembre de 2017, se anunció que Liv Kristine se convirtió en la segunda vocalista oficial de Midnattsol, que originalmente fue anunciada como invitada en su nuevo álbum, pero luego de algunas discusiones, la banda la seleccionó como miembro permanente. El cuarto álbum de Midnattsol se titula The Aftermath y salió a la venta el 25 de mayo de 2018 a través de Napalm Records.

## Miembros

### Actuales
- Carmen Elise Espenæs - Voz (2002 - Actualidad)
- Daniel Fischer - Teclista (2002 - Actualidad)
- Alex Kautz - Guitarrista (2009 - Actualidad)
- Stephan Adolph - Guitarrista, Bajista y Voz (2017 - Actualidad)
- Liv Kristine - Voz (2017 - Actualidad)

### Exmiembros
- Christian Fütterer – Guitarrista (2002)
- Christian Hector – Guitarrista (2002–2008)
- Fabian Pospiech – Guitarrista (2008–2009)
- Daniel Droste – Guitarrista (2002–2011)
- Birgit Öllbrunner - Bajista (2002 - 2017)
- Chris Merzinsky - Baterista (2002 - 2017)
- Matthias Schuler - Guitarrista (2011 - 2017)

## Discografía

### Demos
- Midnattsol - 2003

### Álbumes de estudio
- Where Twilight Dwells - 2005
- Nordlys  - 2008
- The Metamorphosis Melody  - 2011
- The Aftermath  - 2018